# Grande Cariçaie

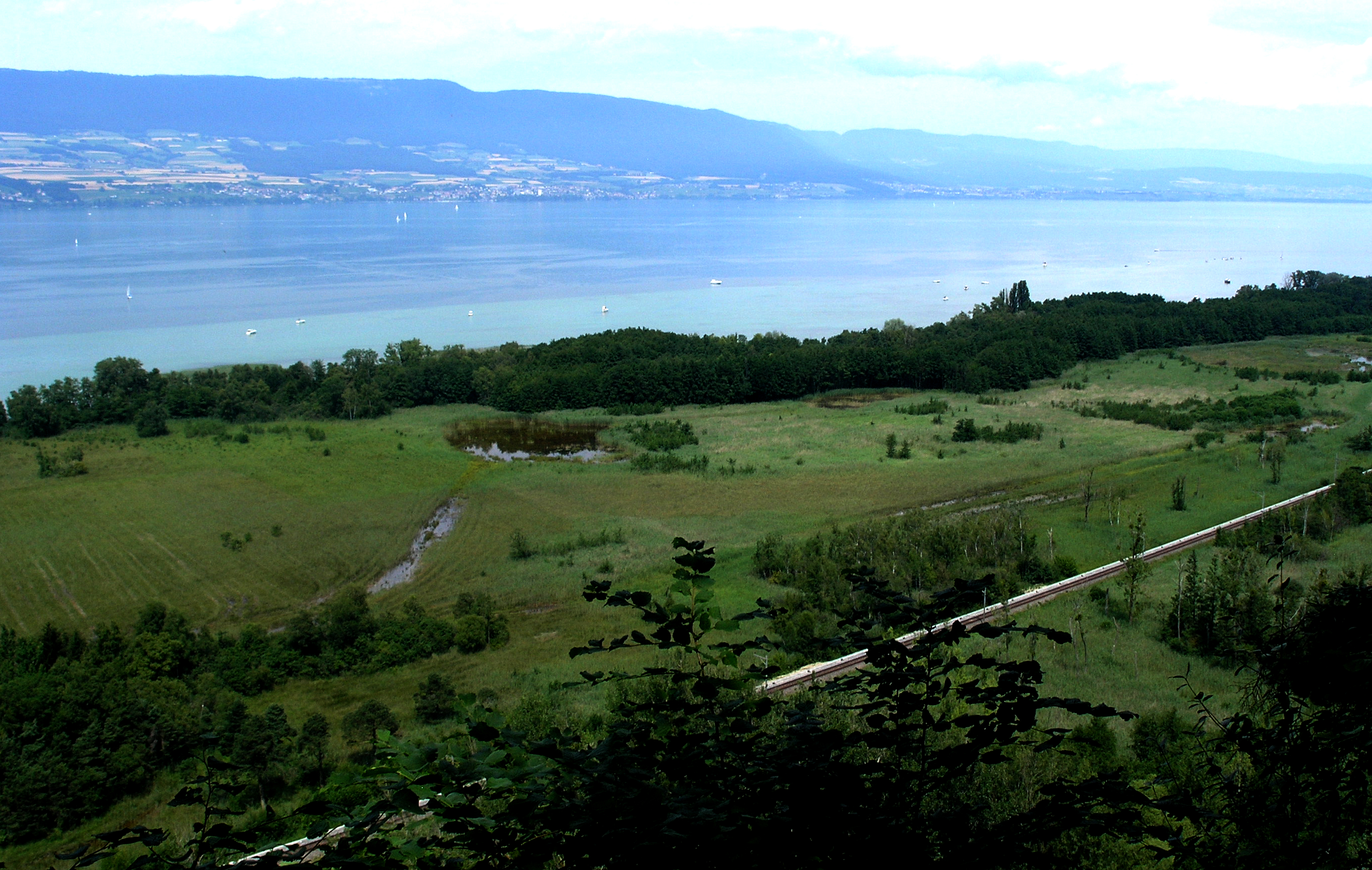
Blick auf die Grande Cariçaie bei Cheyres FR

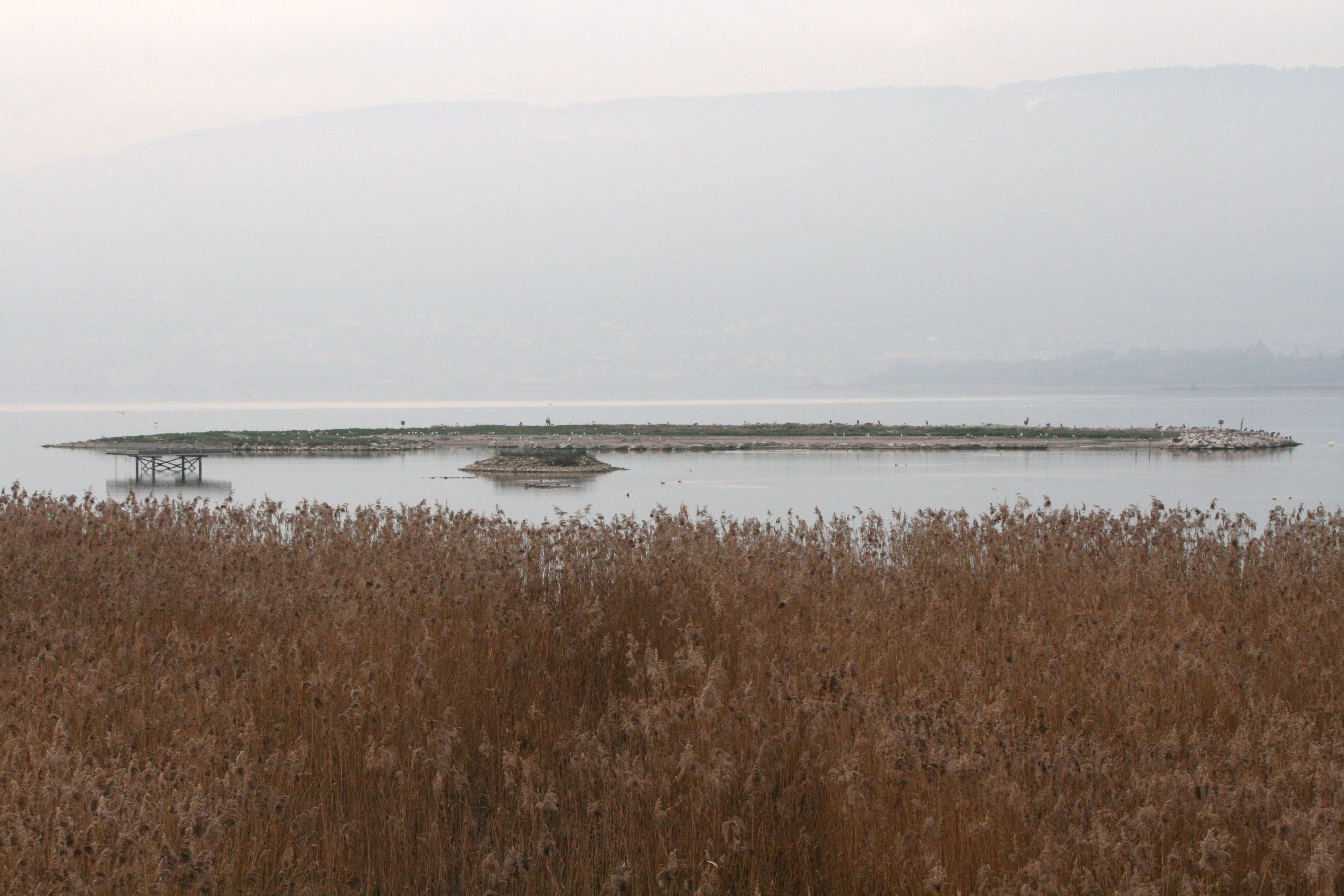
Grande Cariçaie bei Fanel

Die Grande Cariçaie [gʀɑ̃ːd kaːʀise] ist eine Uferlandschaft am Süd- und Ostufer des Neuenburgersees. Es ist das grösste zusammenhängende Feuchtgebiet der Schweiz und wird von der Ramsar-Konvention anerkannt. Der Name bezieht sich auf die Steife Segge (Carex elata), die dort sehr häufig vorkommt und auf Französisch le grand carex genannt wird.

## Geschichte
Die Grande Cariçaie ist ein Produkt der ersten Juragewässerkorrektion von 1868 bis 1891, bei der der Seespiegel des Neuenburgersees um rund drei Meter abgesenkt wurde. Dadurch zog sich das Südufer des Sees um mehrere Hundert Meter nach Norden zurück, so dass der Seegrund der ehemaligen Flachwasserzone nun über dem Seespiegel lag. Da als erwünschte Folge der Korrektion die Sümpfe im Grossen Moos und in der Orbeebene trocken fielen, bot dieses neu gebildete Feuchtgebiet den Tieren und Pflanzen aus diesen Regionen ein Rückzugsgebiet mit sehr ähnlichen Umweltbedingungen. Schon wenige Jahre nach Ende der ersten Korrektion hatten sich in der Grande Cariçaie entsprechende Ökosysteme etabliert.

## Geographie

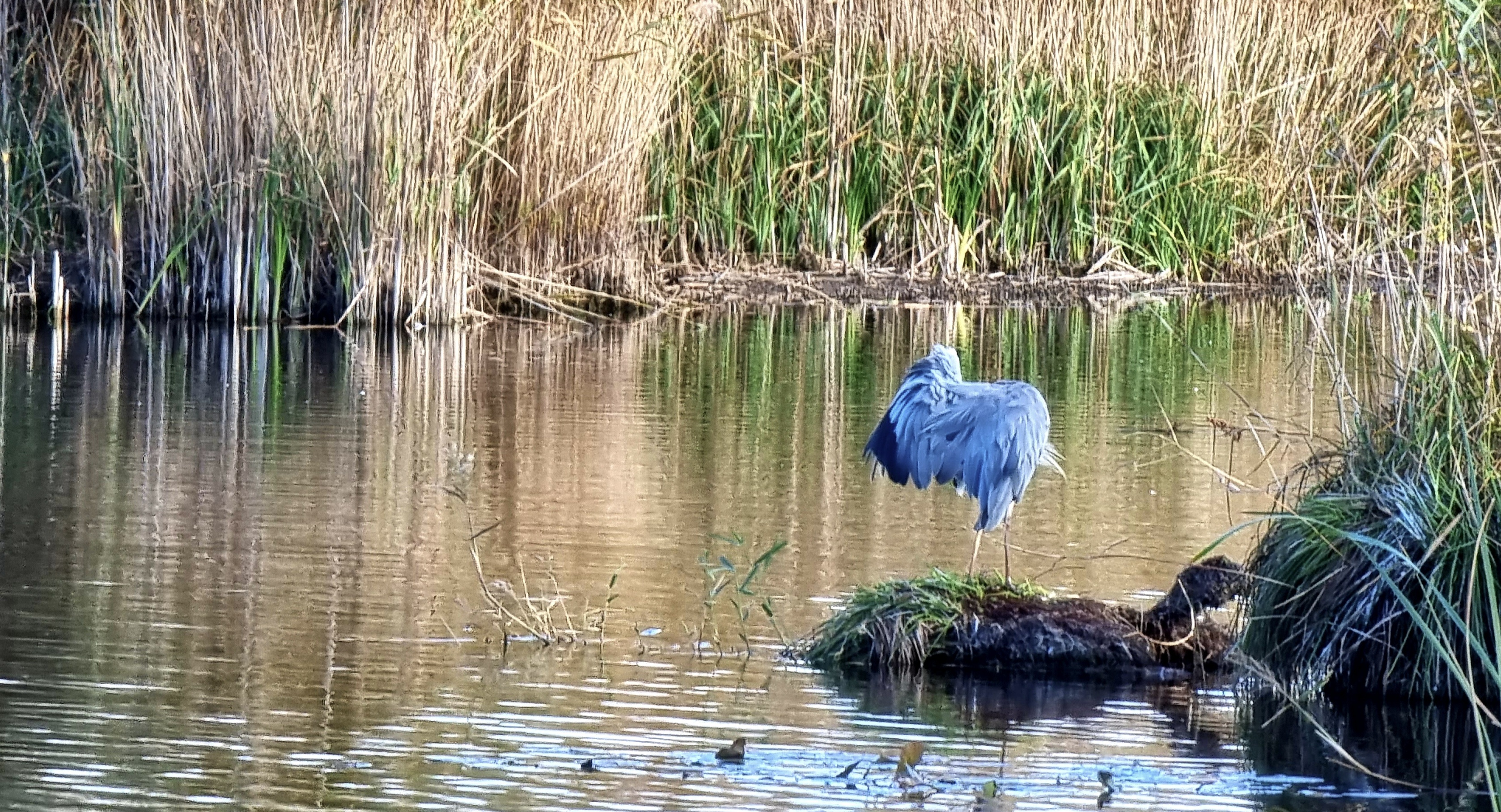
Graureiher (Ardea cinerea)

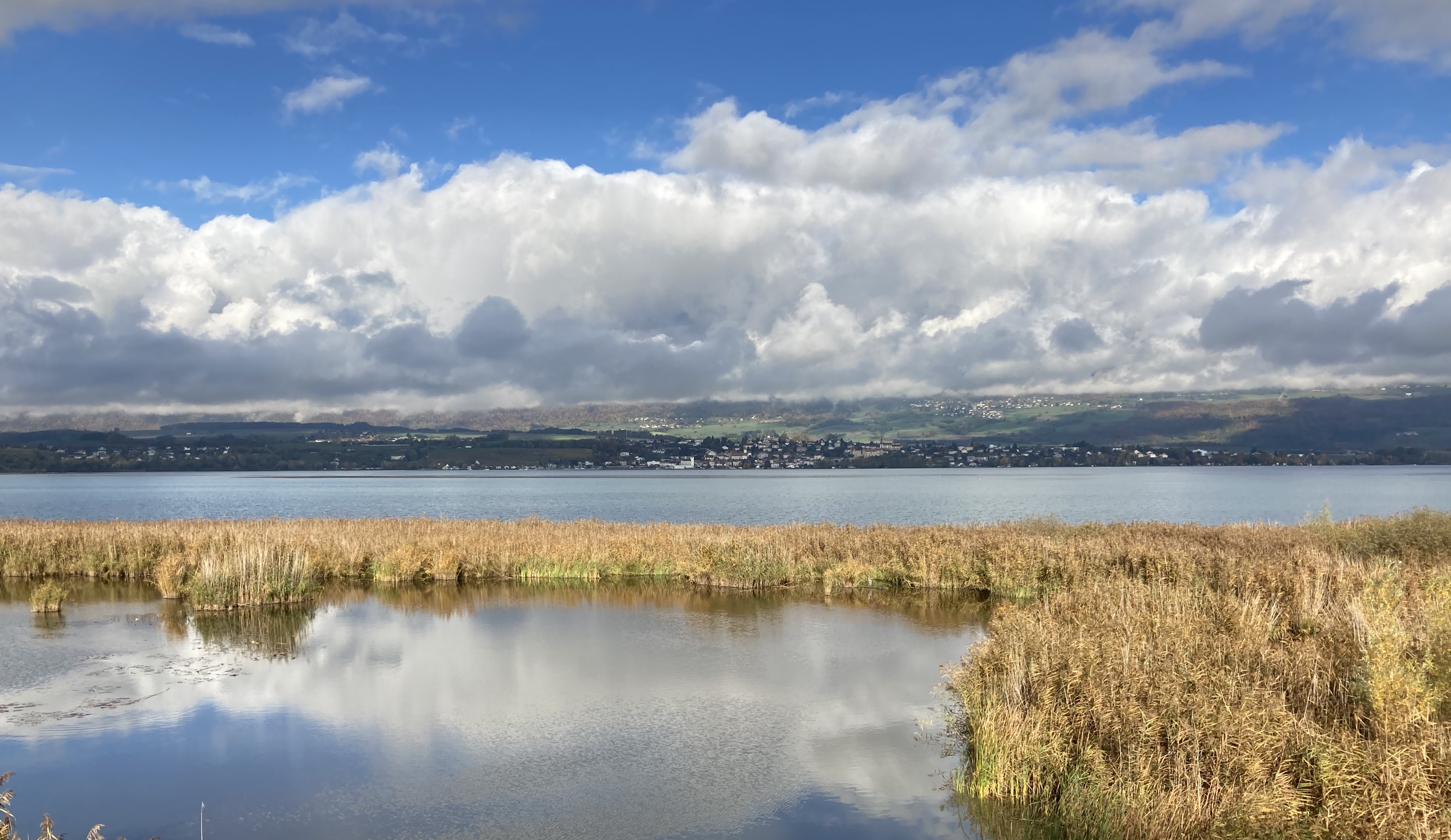
Schilfgürtel

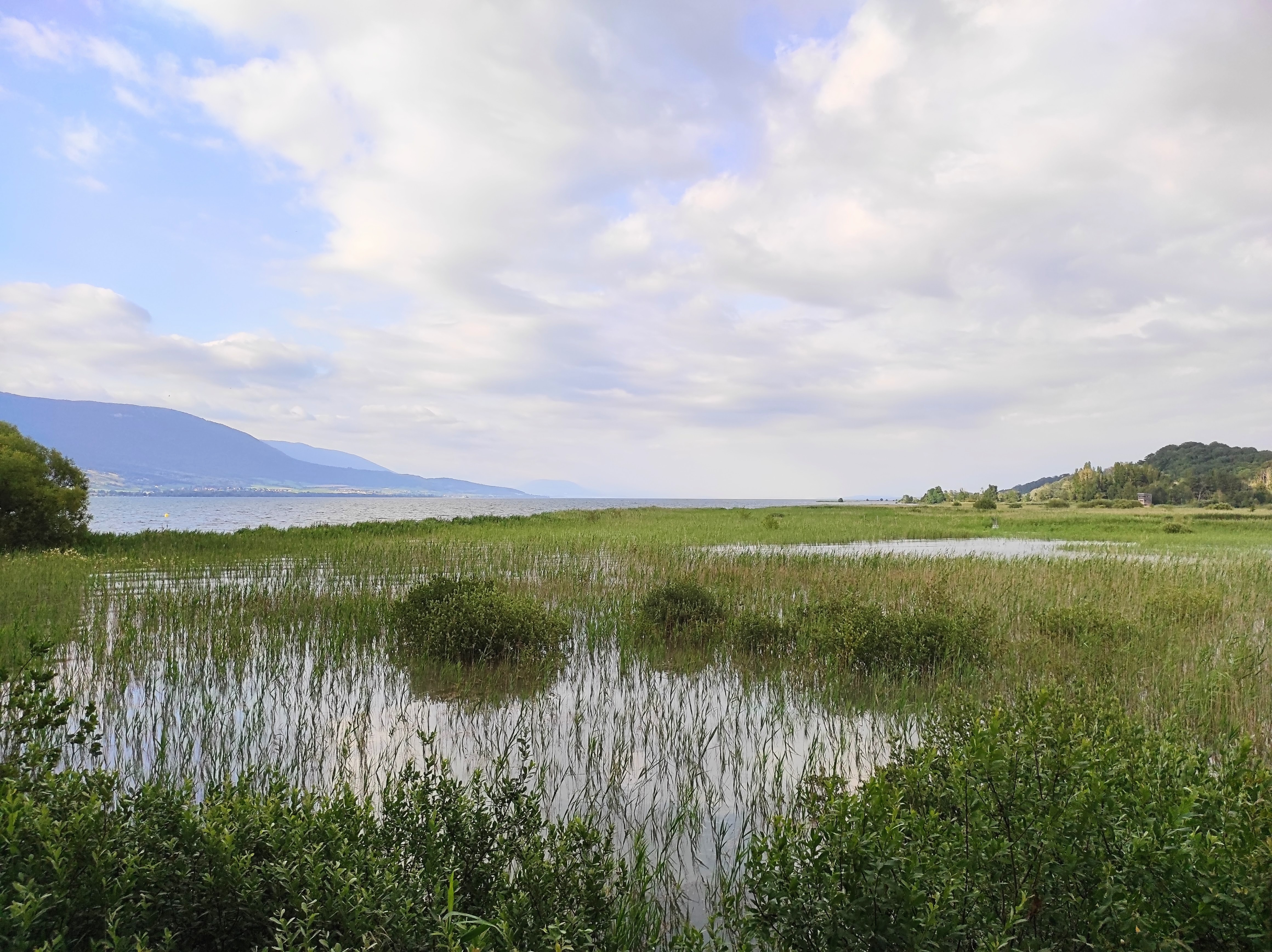
Stehendes Wasser

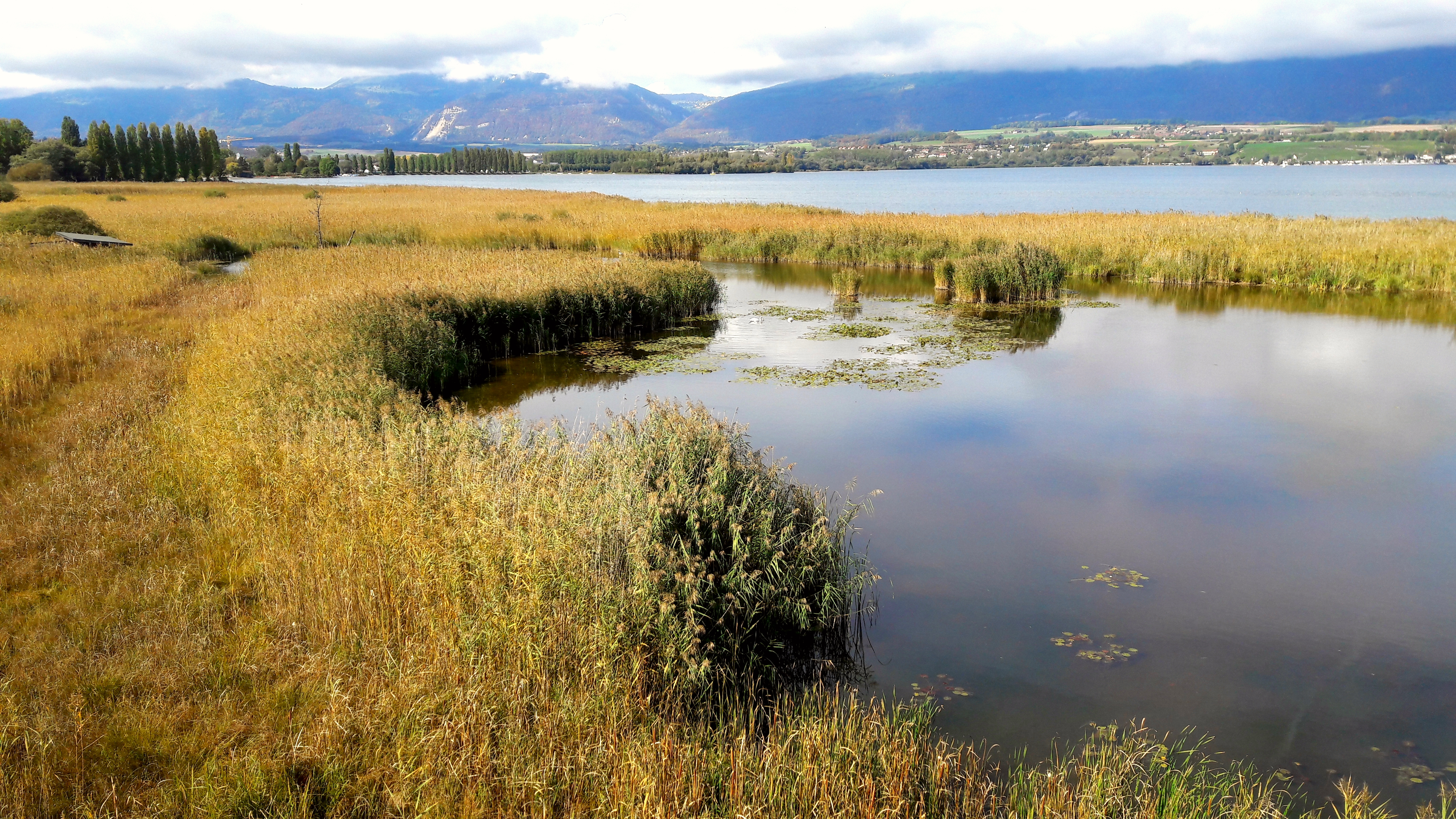
Seggengürtel

Das Gebiet umfasst ungefähr 40 km des südlichen und östlichen Ufers des Neuenburgersees in den Kantonen Waadt, Freiburg, Neuenburg und Bern und hat eine Fläche von etwa 30 Quadratkilometern. Es umfasst 20 % der Flachmoore und 25 % der Auwaldgebiete im Schweizer Mittelland. Innerhalb der Grande Cariçaie leben um die 800 Pflanzenarten und vermutlich über 10'000 verschiedene Tierarten, was etwa einem Viertel der Flora und Fauna der Schweiz entspricht.

## Naturschutzgebiete
Die Grande Cariçaie umfasst zahlreiche Biotope und Schutzgebiete von internationaler und nationaler Bedeutung, deren Flächen sich überlappen.
| ID mit Link zum Kartenausschnitt                                                          | Bezeichnung mit Link zum Objektblatt (PDF) | Fläche                              |
| Flachmoore von nationaler Bedeutung                                                       | Flachmoore von nationaler Bedeutung        | Flachmoore von nationaler Bedeutung |
| ----------------------------------------------------------------------------------------- | ------------------------------------------ | ----------------------------------- |
| FR/VD-645                                                                                 | Grèves du lac                              | 148,8                               |
| FR/VD-647                                                                                 | Grèves du lac                              | 197,0                               |
| FR-648                                                                                    | Grèves du lac                              | 8,6                                 |
| FR/VD-649                                                                                 | Grèves du lac                              | 20,9                                |
| FR-650                                                                                    | Grèves du lac                              | 88,6                                |
| FR-652                                                                                    | La Grève                                   | 18,6                                |
| VD-655                                                                                    | Les Grèves                                 | 65,7                                |
| VD-1110                                                                                   | Grèves du lac                              | 79,8                                |
| VD-1111                                                                                   | Grèves du lac                              | 17,1                                |
| FR/VD-1112                                                                                | Grèves du lac                              | 24,1                                |
| BE/NE-2294                                                                                | Le Fanel                                   | 65,0                                |
| Auengebiete von nationaler Bedeutung                                                      |                                            |                                     |
| VD-202                                                                                    | Les Grèves d'Yverdon - Yvonand             | 219,8                               |
| FR/VD-203                                                                                 | Les Grèves d'Yvonand - Cheyres             | 99,9                                |
| FR-204                                                                                    | Les Grèves de Cheyres - Font               | 149,5                               |
| FR/VD-205                                                                                 | Les Grèves d'Estavayer-le-Lac - Chevroux   | 149,0                               |
| FR/VD-206                                                                                 | Les Grèves de Chevroux - Portalban         | 274,0                               |
| FR/VD-207                                                                                 | Les Grèves de Portalban - Cudrefin         | 245,5                               |
| VD-208                                                                                    | Les Grèves du Chablais de Cudrefin         | 153,1                               |
| BE/NE-209                                                                                 | Seewald - Fanel                            | 315,1                               |
| Amphibienlaichgebiete von nationaler Bedeutung                                            |                                            |                                     |
| FR-5                                                                                      | Les Grèves, Gletterens-Portalban           | 183,2                               |
| VD-89                                                                                     | La Grève (Chabrey)                         | 285,1                               |
| VD-90                                                                                     | Les Grèves (Cudrefin)                      | 177,2                               |
| FR-210                                                                                    | La Grève, La Grande Gouille                | 30,3                                |
| FR-211                                                                                    | La Grève, Autavaux, Forel                  | 107,8                               |
| FR-214                                                                                    | Les Grèves, Cheyres sud                    | 28,4                                |
| FR-215                                                                                    | Les Grèves, Cheyres-Font                   | 189,9                               |
| BE-274                                                                                    | Fanel                                      | 497,8                               |
| VD-290                                                                                    | Les Grèves (Chevroux)                      | 202,0                               |
| VD-366                                                                                    | Champ Pittet, Châble Perron                | 210,6                               |
| VD-375                                                                                    | Les Grèves (Yvonand)                       | 85,1                                |
| Bundesinventar der Landschaften und Naturdenkmäler                                        |                                            |                                     |
| BE/FR/NE/VD-1208                                                                          | Rive sud du lac de Neuchâtel               | 5550,46                             |
| Bundesinventar der Moorlandschaften von besonderer Schönheit und von nationaler Bedeutung |                                            |                                     |
| 416                                                                                       | Grande Cariçaie                            | 5387.05                             |

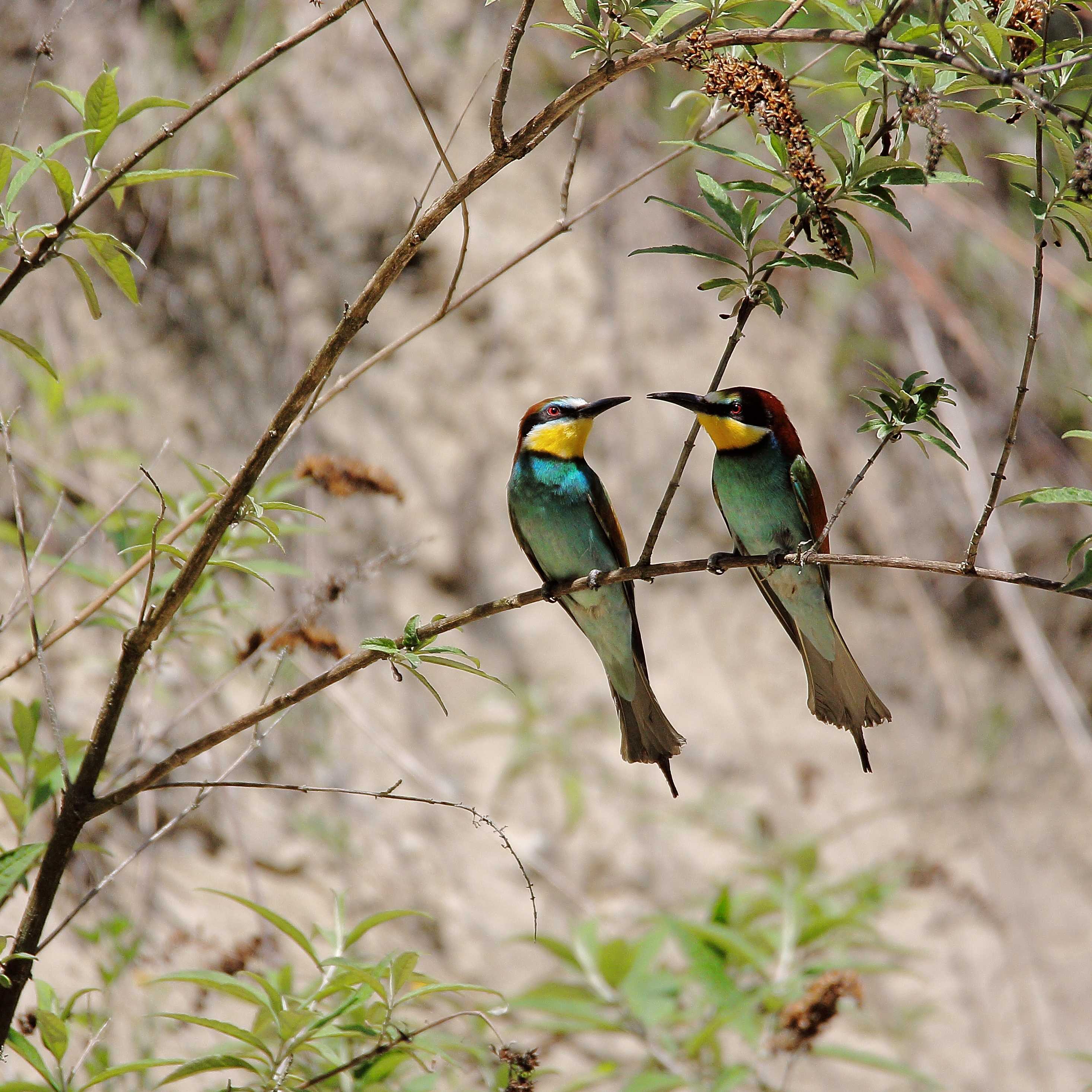
Bienenfresser im Bird-Life-Zentrum in der Grande Cariçaie

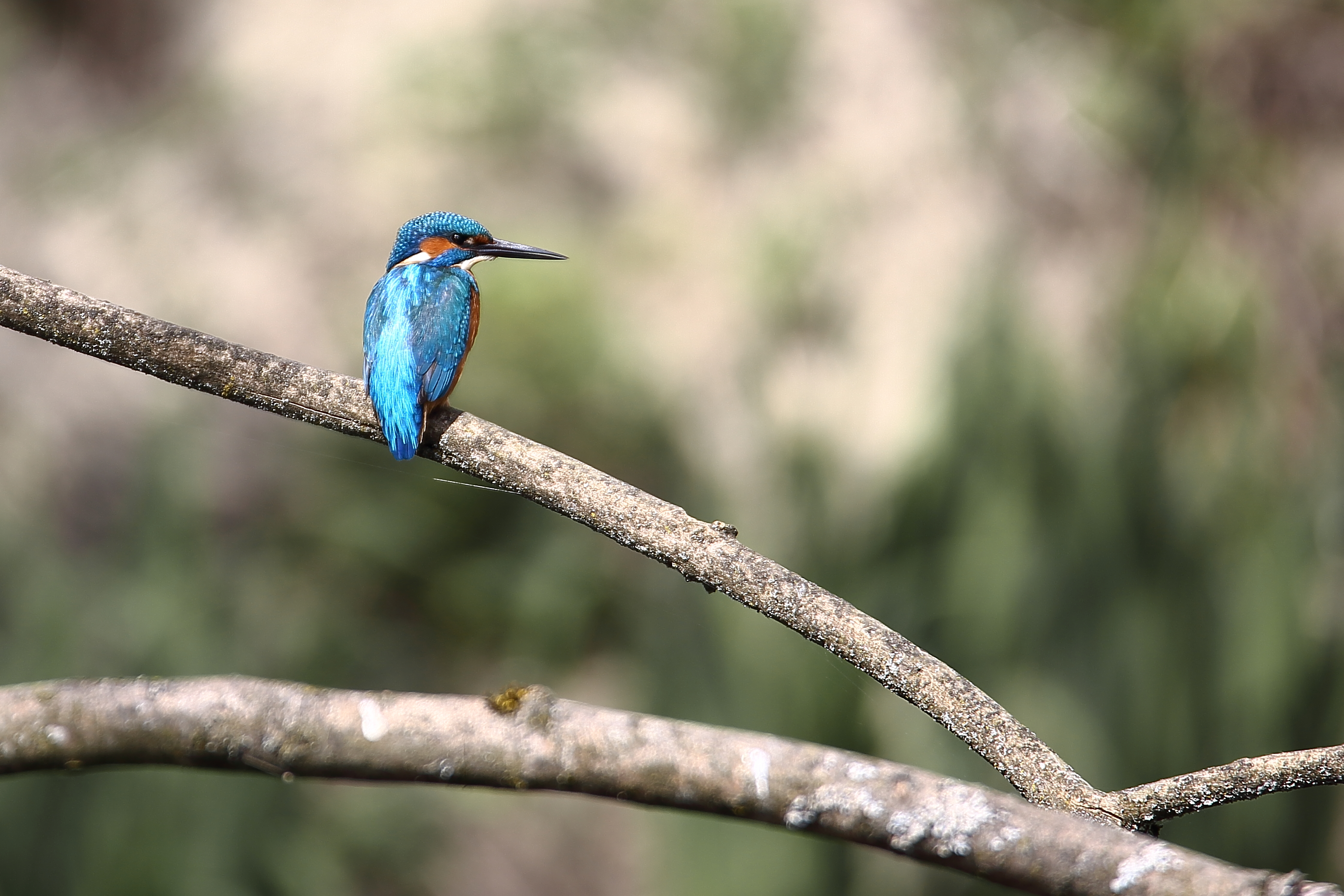
Eisvogel im Bird-Life-Zentrum in der Grande Cariçaie

Es handelt sich um das grösste Seeuferfeuchtgebiet der Schweiz mit den grössten kombinierten Flächen von Gross- und Kleinseggenriedern, Schilfgürteln und Auenwäldern.
Die charakteristische Zonierung der Vegetation an diesem Standort ist die flache Bucht mit ihren Seegraswiesen, gefolgt von Schilfgürteln, Gross- und Kleinseggenwiesen, Uferwald und schliesslich Galeriewald. Hinzu kommen Buchten, bewaldete Küstenstreifen, Teiche, Bäche, die durch den Wald fliessen, sumpfige Lichtungen sowie Molasseklippen, die von Bächen in Wasserfällen oder tiefen Tälern überwunden werden. Die Vielfalt der Lebensräume zeigt sich nicht nur in der bemerkenswert natürlichen Landschaft, sondern auch in der Flora und Fauna. Das Südufer ist ein aussergewöhnliches Biotop für viele seltene und bedrohte Arten. Es ist das wichtigste Brutgebiet der Schweiz für Wasser- und Watvögel.
Der Gipfel der bewaldeten Klippen, die über den Grèves liegen, bildet in der Regel die natürliche Grenze der Landschaft und trennt das Sumpfgebiet vom landwirtschaftlich genutzten Hinterland. Die natürliche Regelmäßigkeit des Ufers wird durch Ortschaften unterbrochen, in deren Nähe sich touristische Einrichtungen (Häfen, Campingplätze usw.) entwickelt haben.
In einigen Bereichen wie in Cheyres weitet sich das Gebiet aus und umfasst landwirtschaftliche Flächen, deren Hecken, Terrassen, Haine und Obstgärten die landschaftliche Vielfalt vervollständigen. Dasselbe gilt für einige historische Gebäude: Rothus am Rande der alten Zihlschleifen, die mittelalterliche Ruine und die Kirche von Font, das Schloss von Champ-Pittet und das Schloss des mittelalterlichen Dorfes Estavayer-le-Lac (ausserhalb des Schutzgebietes).
Der ausserordentliche Wert dieser Landschaft und ihrer Ökosysteme wird durch die zahlreichen Schutzmassnahmen unterstrichen, die neben den Sümpfen und Auen bereits für Teile des Gebietes gelten. Dazu gehören die Schutzmassnahme, wie sie in den Bundesinventaren der Landschaften und Naturdenkmäler, der Auengebiete, der Flachmoore, der Amphibienlaichgebiete, der Moorlandschaften, der Wasser- und Zugvogelreservate von internationaler und nationaler Bedeutung und der Ramsar-Konvention festgehalten sind. Der Europarat wies die Grande Cariçaie als «biogenetisches Reservat» aus.
Dank der verschiedenen Überflutungsregimes der Grande Cariçaie entwickelte sich eine reiche Vielfalt an natürlichen Lebensräumen. Je nach dem jeweiligen Wasserregime siedelten sich charakteristische Lebensgemeinschaften an, darunter viele seltene oder bedrohte Lebewesen. In der Grande Cariçaie lebt rund ein Viertel der in der Schweiz vorhandenen Flora und Fauna. Von den rund 750 in den Schutzgebieten der Grande Cariçaie erhobenen Arten zählen rund 250 zu den prioritäten Arten der Schweiz. Dazu gehören auch zahlreiche Pilze.

## Angebote
- Wanderwege
- Radwege
- Lehrpfad
- Suchspiele
- Aussichtstürme
- Führungen
- Ausstellungen

Im Wasser
- Wasseraktivitäten
- Strände
- Schwimmbäder
- Schifffahrt

Tourismus
- Restaurants
- Camping

Am Südende der Grande Cariçaie in der Nähe von Yverdon befindet sich das Pro Natura-Zentrum Champ-Pittet und am nördlichen Ende in Cudrefin liegt das BirdLife-Naturzentrum La Sauge.
Durch die Grande Cariçaie verlaufen die Querstrecke der Broyelinie zwischen Yverdon-les-Bains und Estavayer-le-Lac sowie die Hauptstrasse 152 zwischen Yverdon-les-Bains und Yvonand.